# Kanal und Brücke am Sorgenlos
Die Brücke am Sorgenlos ist eine Straßenbrücke über den Ruthsenbach in Darmstadt-Kranichstein.

## Konstruktion und Geschichte
Landgräfin Sophie Eleonore ließ nach dem Dreißigjährigen Krieg einen Kanal zwischen dem Backhausteich und dem Steinbrücker Teich bauen.
Auf diesem – teilweise noch erkennbaren – Kanal gondelte die Landesherrin von Teich zu Teich und veranstaltete überdies höfische Wasserspiele.
Der Ruthsenbach war Teil des Kanals.
Die Brücke am „Sorgenlos“ überquert den Ruthsenbach und gehört zu den ältesten verputzten Sandsteinbrücken in Darmstadt.
Wahrscheinlich stammt die Sandsteinbrücke aus dem 17. Jahrhundert und wurde zur selben Zeit wie der Kanal gebaut.

## Varia
Die Brücke wird auch Sorgenlosbrücke und Sanssouci-Brücke (französisch sans souci „ohne Sorge“) genannt.